# Taldikorgan
Taldikorgan (kazak nyelven: Талдықорған, Taldyqorğan) város Kazahsztánban, a Zsetiszu terület központja.

## Fekvése
Kazahsztánban, a Dzungarian Alatau hegység lábánál fekvő település.

## Története
A Jungar Ala Tau lábánál, 602 méteres tengerszint feletti magasságban fekvő várost a Karatal folyó szeli át. 1993-ig neve Taldy-Kurgan néven volt ismert, a kazahsztáni Zsetiszu (Zhetysu) régió fővárosa. 
A város helyén a 19. századig Gavrilovka falu állt, ahol vasútépítésbe kezdtek, ezután a település megindult a fejlődés útján és a környékről sokan költöztek a városba, így az Almati régió modern ipari városává vált. A városban mára 24 ipari üzem található, melyből öt termékfeldolgozó.
Taldikorganban sok új és modern épület épült, korszerűsítették a vasutat, és új repülőteret is építettek, lakossága ma mintegy 143 000 fő.

## Nevezetességek
- Kanbabai-batyr emlékműve. Kanbabai-batyr egy kazah nemzeti hős volt, aki a 18. században élt.  Kanbabai-batyr szembeszállt a kazah földre támadó dzsungár invázióval. Legkiemelkedőbb győzelmeit az Alakol-tavon 1725-ben és a Balkhash-tavon 1728-ban aratta. A történelemben „minden erős ember kagánjaként” is emlegetik.

- Taldykorgan bejárati bárka. Temur Szulejmanov építész tervei alapján épült. A város fő bejáratát szimbolizálja.

- Ilyas Jansygurov irodalmi múzeum.
- M. Tanyshpaev történelmi és területi múzeum. A Központi Kulturális és Pihenőparkban található az afgán háborúban elesett katonák emlékműve.
- Az afgán háborúban elesett katonák emlékműve - a Központi Kulturális és Pihenőparkban.